# Czarny (szczyt)
Czarny (też: Koźli Wierch; 948 m n.p.m.) – szczyt w masywie Baraniej Góry w Beskidzie Śląskim. Znajduje się w zakończeniu zachodniego grzbietu Baraniej Góry.
Północne stoki Czarnego opadają do Białej Wisełki i jej dopływu, Potoku Czarnego, północno-zachodnie do Jeziora Czerniańskiego, południowo-zachodnie i południowe do Czarnej Wisełki, południowo-wschodnie do potoku Koźli Wierch. W stoki północno-zachodnie wcina się dolinka potoku Szyja, dzieląca grzbiet Czarnego na dwa ramiona.
Czarny jest porośnięty lasem, ale są na nim liczne i duże polany z polami i zabudowaniami kilku przysiółków miasta Wisła: Osiedle Borowina, Czerniany, Łązek, Polana, Czupel, Za Polaną. W całości znajduje się w granicach miasta Wisły w województwie śląskim, powiecie cieszyńskim.